# Шотландська дика кішка

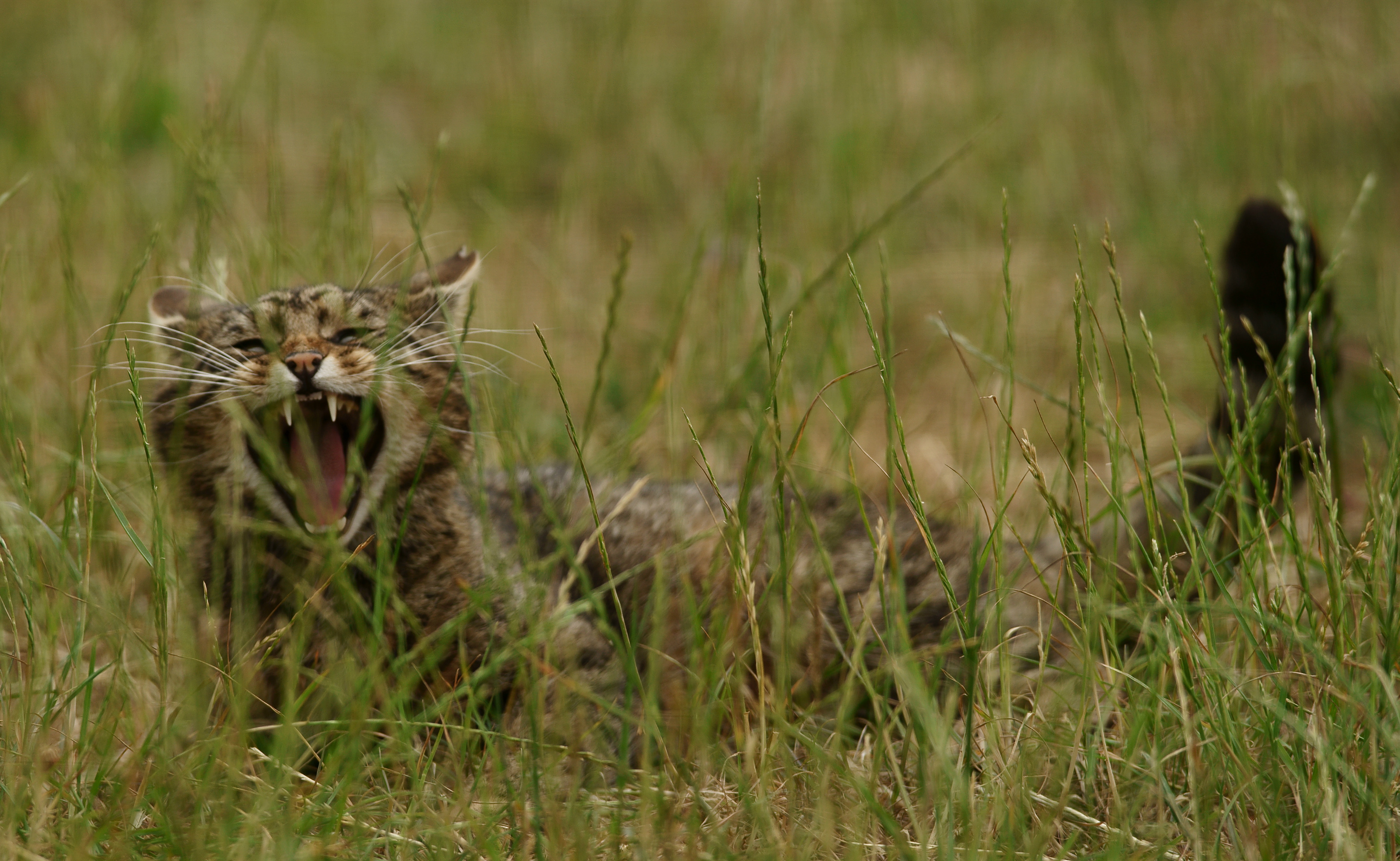
Шотландський дикий кіт демонструє свої ікла

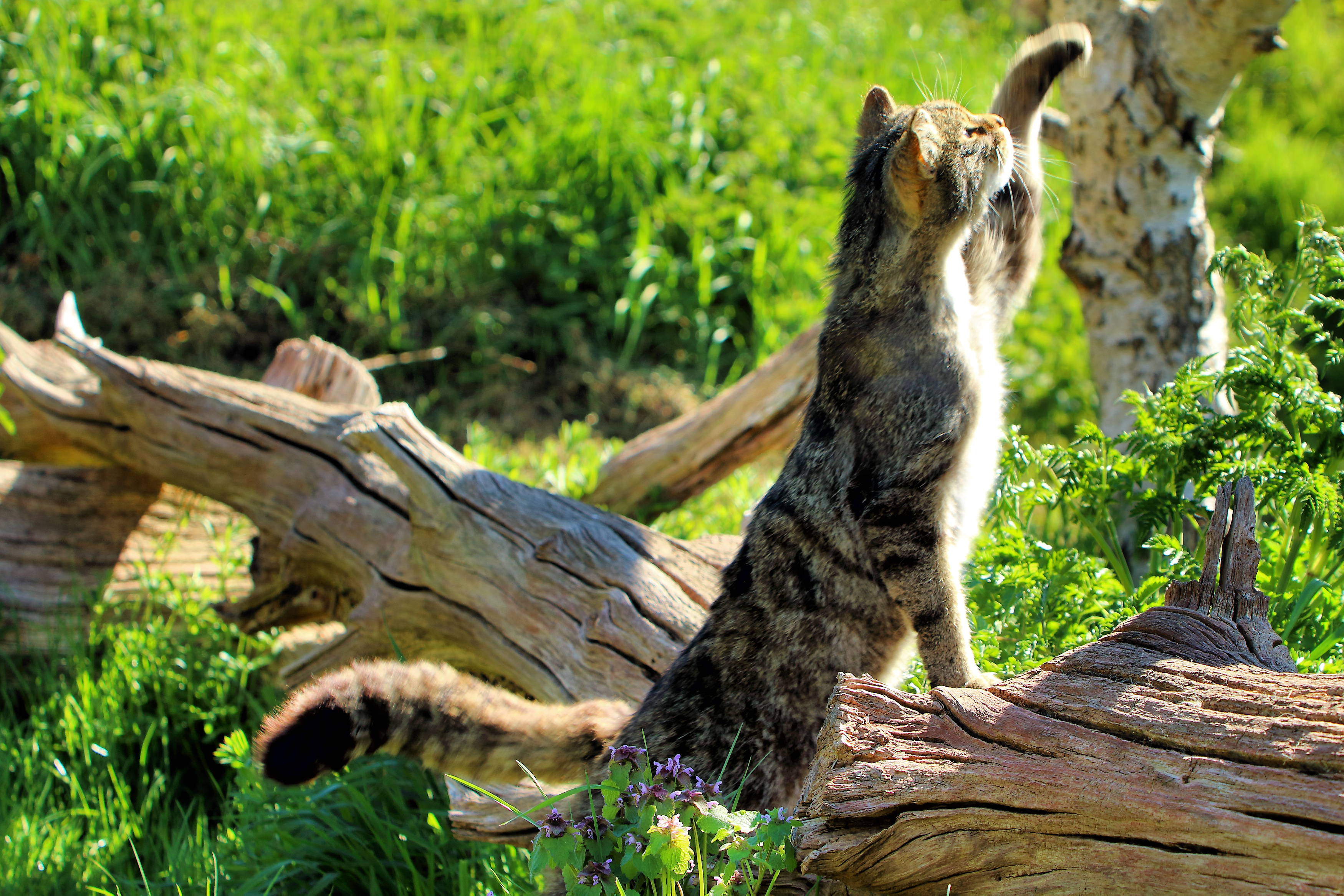
Шотландська дика кішка в Британському центрі дикої природи

Шотландська дика кішка (Felis silvestris silvestris або Felis silvestris grampia) — європейська популяція диких котів у Шотландії. За оцінками, ця популяція налічує від 1000 до 4000 особин, з яких, як вважають, близько 400 котів відповідають морфологічним та генетичним критеріям дикої кішки. Раніше, популяція шотландських диких котів була широко розповсюджена по Британії, але різко скоротилася з початку 20 століття через втрату ареалу проживання та через винищення. Зараз популяція обмежена лише північною та східною Шотландією. У Великій Британії дикі кішки занесені до списку зникаючих видів, і в першу чергу їм загрожує змішування з домашніми котами. Дослідження, проведені в Шотландському нагір'ї між 2010 і 2013 роками за допомогою прихованих фотокамер, показало, що дикі коти живуть переважно у змішаних лісах, тоді як коти, що мають спільні риси із домашніми, помічались переважно на пасовищах.

## Таксономія
Наукова назва Felis grampia була запропонована американським біологом Геррітом Смітом Міллером в 1907 році. Він вперше описав шкіру та череп особини дикого кота з Шотландії. Він стверджував, що ця особина-самець з Інверморістона, була розміром із європейську дику кішку Felis silvestris, але відрізнялась темнішим хутром з більш вираженими чорними плямами та чорними підошвами лап. В 1912 році Міллер, після того як оглянув 22 шкури шотландських кішок у колекції Музею природознавства в Лондоні, дійшов висновку що шотландська дика кішка є підвидом європейської дикої кішки, і назвав цей підвид Felis silvestris grampia. Коли британський зоолог Реджанальд Іннес Покок в кінці 1940-их років переглянув таксономію роду Felis, він вже мав у своєму розпорядженні понад 40 екземплярів шотландських диких котів у колекції музею. Він визнав Felis silvestris grampia окремим таксоном.
Результати морфологічних та генетичних досліджень вказують на те, що шотландська дика кішка походить від європейської дикої кішки. Популяція на острові Британія стала ізольованою приблизно від 7000 до 9000 років тому через підвищення рівня моря після останнього льодовикового максимуму. З 2017 року Робоча група з питань класифікації котів Групи спеціалістів з котів визнає Felis silvestris silvestris (F. s. grampia) дійсною науковою назвою для всіх європейських популяцій диких котів, стверджуючи, що шотландська дика кішка є досить виразною, щоб надати їй статус окремого підвиду.

## Характеристика
Шотландська дика кішка відрізняється від домашньої кішки важчим, міцнішим черепом і довшими кістками кінцівок. Вона також більша за розміром тіла, але з коротшим шлунково-кишковим трактом. Її шерсть має виразні однотонні смуги з малюнком таббі. У неї щільний хвіст із кільчастим малюнком, а кінчик чорний і без смужок. У неї немає жодних білих слідів, як у домашньої кішки, ані смуг на щоках і задніх лапах, а також плямистої нижньої сторони або кольорової задньої частини вух.
Довжина тіла без хвоста у самців коливається в межах 578-636 мм, сам хвіст має довжину 305-355 мм, а у самок довжина тіла складає 504-572 мм з 280-341 мм хвостами. Кондилобазальна довжина черепів самок коливається в межах 82-88 мм, а самців в межах 88-99 мм. Самці важать 3.77-7.26 кг, тоді як самки є легшими і їх вага складає 2.35-4.68 кг.

## Поширення та ареал
Шотландська дика кішка присутня у Британії ще з часів раннього голоцену, коли Британські острови були з'єднані з континентальною Європою через Доггерленд. Колись шотландські дикі кішки були поширеними по всій Британії. У Південній Англії вони, ймовірно, був винищені протягом 16 століття. До середини 19 століття її ареал зменшився до західно-центральної частини Уельсу та Нортумберленду, а до 1880 року — до західної та північної Шотландії. В 1915 році вони вже зустрічались лише на північному заході Шотландії. Внаслідок зменшення кількості мисливських угідь після Першої світової війни та програми відновлення лісів, популяція диких котів знову зросла до свого нинішнього рівня. Урбанізація та індустріалізація перешкоджали подальшому розширенню цього виду на південні частини Шотландії.
На даний час ареал проживання шотландської дикої кішки включає Кернгормс, Блек-Айл, Абердіншир, Ангус Гленс та Арднамурчан.
Шотландські дикі коти живуть у лісистих місцевостях, чагарниках та на узліссі, але уникають вересових заболочених місцевостей та місцевостей, де росте Улекс. Вони віддають перевагу ділянкам віддаленим від сільськогосподарських земель і уникають снігу глибшого за 10 см.

## Поведінка та екологія
У період з березня 1995 року до квітня 1997 року на 31 шотландську дику кішку в Ангус Гленс були одягнені радіоошийники. Ці дикі кішки відстежувались протягом принаймні п'яти місяців. У всі пори року вони були переважно активними вночі, при цьому активність зменшувалась при низькому місячному світлі та у вітряну погоду. Ареали самців диких котів перетинаються з ареалами однієї або кількох самок, тоді як ареали самиць рідко перетинаються між собою. Дорослі коти мають більші території, ніж коти малого віку. Вони позначають свою територію запахами від своїх випорожнень і захищають цю територію. Розміри ареалу диких котів в Національному парку Кернгормс та його околицях оцінювались у 2.44-3.8 км2.
Шотландські дикі кішки в основному полюють на європейського кролика (Oryctolagus cuniculus та полівку північну (Microtus agrestis). Тіла диких кішок знайдених в Лісі Драмтохті та ще на двох ділянках Шотландського нагір'я, містили залишки кролика, європейської миші (Apodemus sylvaticus), польової миші та нориці рудої (Myodes glareolus), а також птахів. Будь-які недоїдені залишки впольованих тварин шотландські дикі кішки ховають, щоб зберегти на потім.

### Розмноження
Самці шотландських диких котів досягають статевої зрілості приблизно у віці 10 місяців, а самки у віці менше 12 місяців. На початку березня у самиць відбувається один еструс, і на початку травня народжується потомство, після вагітності тривалістю у 63–68 днів. Приблизно через місяць відбувся черговий еструс, а друге потомство народжується в серпні. Кошенята відкривають очі у віці 10–13 днів. Їхні очі спочатку блакитні і змінюються на зелені приблизно у віці семи тижнів.
У дикій природі спаровування відбувається в період між січнем і березнем. В одному поколінні потомства можу бути від одного до восьми кошенят, але в середньому 4.3 кошенят. Самки рідко народжують взимку. Кошенята починають вчитися полюванню у віці 10–12 тижнів. Вони залишають своїх матерів приблизно у шестимісячному віці.
Шотландські дикі коти, що перебувають у неволі, живуть приблизно по 15 років, але тривалість життя в дикій природі значно коротша через дорожньо-транспортні пригоди та хвороби, що передаються від здичавілих домашніх котів.

## Загрози
Постійні загрози для популяції шотландських диких котів включають втрату ареалу проживання та полювання. Гібридизація з домашніми котами є загрозою для популяції. Скоріш за все, всі шотландські дикі коти сьогодні мають принаймні декількох домашніх котів у предках. Домашні коти також передають шотландським диким кішкам такі хвороби, як котячий кальцивірус, котячий коронавірус, котячий герпес, котячий імунодефіцитний вірус та котячий лейкоз.
Шотландських диких котів часто вбивали щоб захистити популяцію птахів у мисливських угіддях.

## Збереження
Закон Великої Британії про дику природу та сільську місцевість 1981 року надав шотландській дикій кішці статус захищеного виду. Починаючи з 2007 року цей вид включений до Плану дій щодо біорізноманіття як пріоритетний вид.
План дій з охорони шотландських диких кішок був розроблений Шотландською групою з охорони диких кішок(SWCAG). Цей план між 2013 та 2019 роками встановлював національні пріоритети діяльності та визначав обов'язки агентств і пріоритети фінансування. Його реалізація координувалась фондом "NatureScot". У дикій природі, зусилля щодо збереження диких котів включають стерилізацію здичавілих домашніх котів та евтаназію хворих котів, щоб запобігти гібридизації та поширенню хвороб. 
До 2014 року члени проєкту дослідили дев'ять місцевостей, які були потенційними місцями для заснування заповідника, і після цього зупинились на шести, які, як вважалося, мають найбільший потенціал: Морверн, Стратпеффер, Стратбогі, Стратхавон, Дулнен та Ангус Гленс. Віддалений і переважно неосвоєний півострів Арднамурхан був оголошений заповідником шотландських диких котів. Це був проєкт Фонду Аспіналла та вченого Пола О'Донох'ю. 
У 2018 році офіційні зусилля перейшли під егіду "Scottish Wildcat Action", коаліції, що включає урядові та наукові установи, з оновленим переліком п’яти пріоритетних територій: Стратбогі, Ангус Гленс, Північний Стратспей, Морверн і Стратпеффер. В 2019 році у звіті "Scottish Wildcat Action" було вказано, що популяція диких котів у Шотландії перестала бути життєздатною, і вид потрапив на межу зникнення.

### В неволі

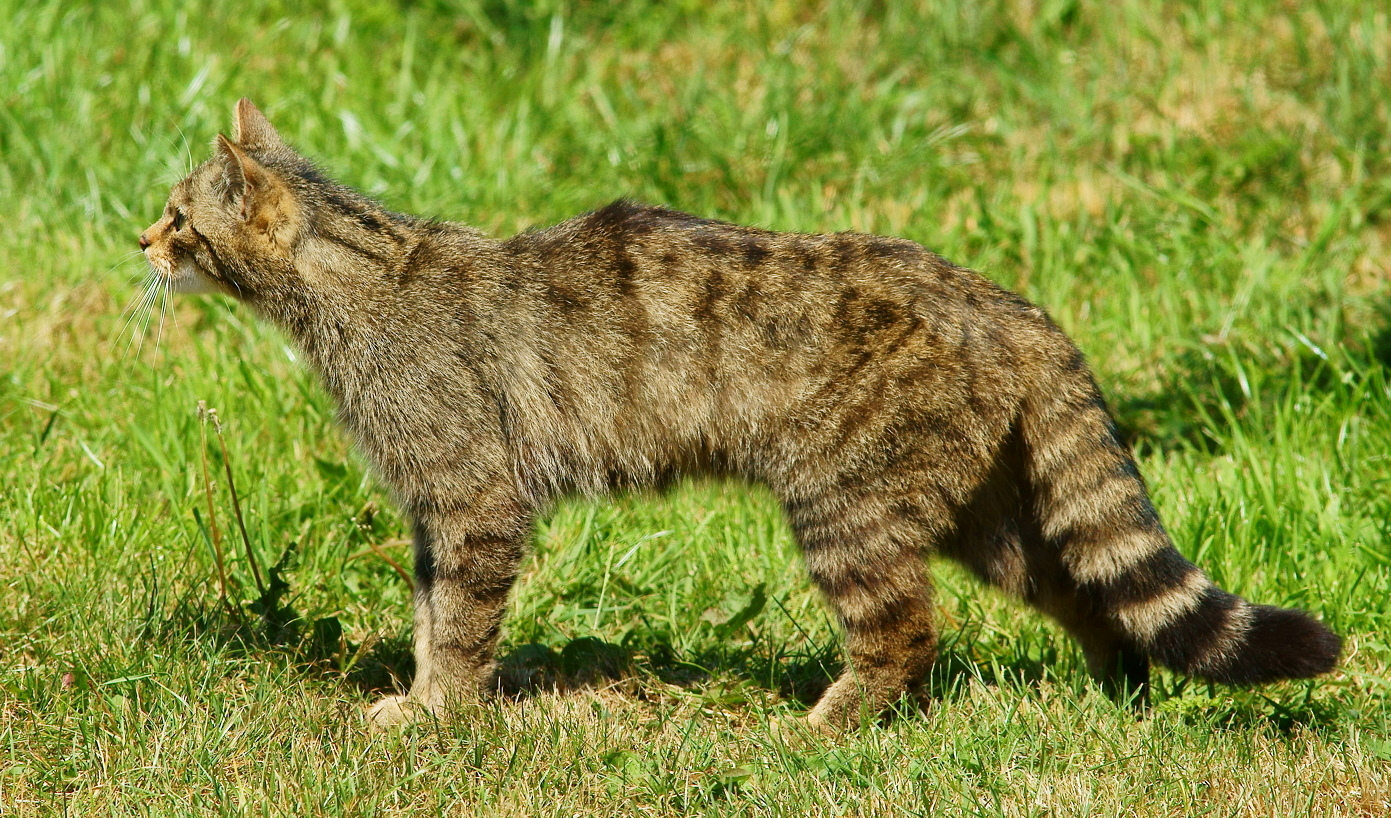
Шотландська дика кішка в Британському центрі дикої природи

Програма розведення шотландських диких кішок у неволі була розроблена в рамках Плану дій зі збереження шотландських диких котів. Відловлювали шотландських диких кішок, які задовольняли генетичним та морфологічним критеріям, зокрема їхня гібридизація була меншою за 5%. Серед установ, що беруть участь в цій програмі є заповідник Алладейл, зоопарк Честера, Британський центр дикої природи, Парк диких тварин у Порт-Лімпн, природний парк Хайленд та Польовий центр Айгас.
Ця програма розведення в неволі викликала критику з боку зоозахисних організацій, таких як Товариство захисту тварин у неволі, яке заявило, що програма розведення "мало стосується охорони природи та дуже стосується заповнення кліток у зоопарках".
Станом на грудень 2016 року близько 80 шотландських диких котів жили у неволі.

## В культурі
Шотландська дика кішка традиційно є символом шотландської дикої природи. Шотландська дика кішка є ймовірним натхненником міфологічної шотландської істоти, кота Сіта. Дика кішка із 13 століття є символом клану Хаттан. Шотландська дика кішка зображена на значках цього клану, а їх девізом є "Не торкайтеся кота без рукавички". Девіз посилається на лютість шотландських диких котів. Клан Хаттан бере участь у заходах з охорони шотландських диких котів з 2010 року.
В 2010 році в рамках Міжнародного року біорізноманіття британська королівська пошта випустила серію з 10 марок, присвячених ссавцям з групи ризику, на одній з них була зображена шотландська дика кішка.